# Ollie hazatalál
Az Ollie hazatalál (eredeti cím: Lost Ollie) 2022-es amerikai vegyes technikájú kalandsorozat, amelyet Shannon Tindle alkotott. A főbb szerepekben Jake Johnson és Gina Rodriguez látható.
Amerikában és Magyarországon 2022. augusztus 24-én mutatta be a Netflix.

## Cselekmény
Ollie, az elveszett nyúljáték, egy antikvárium talált tárgyak részlegén találja magát. Eszébe jut, hogy elválasztották legjobb barátjától, Billytől. Mivel Ollie-nak csak néhány emléke van a múltjáról, elhatározza, hogy útra kel, hogy megtalálja Billyt. Közben lassan újra felfedezi a saját kedves emlékeit Billyvel és családjával együtt, azok szerencsétlenségei és bánatai mellett.

## Szereplők

### Főszereplők
| Szereplő | Eredeti hang     | Magyar hang     |
| -------- | ---------------- | --------------- |
| Ollie    | Jonathan Groff   | Czető Roland    |
| Zozo     | Tim Blake Nelson | Schnell Ádám    |
| Rosy     | Mary J. Blige    | Solecki Janka   |
| Szereplő | Színész          | Magyar hang     |
| Apa      | Jake Johnson     | Makranczi Zalán |
| Anya     | Gina Rodriguez   | Dobó Enikő      |
| Billy    | Matt McGorry     | Kátai Konrád    |

### Magyar változat
- Magyar szöveg: Borsos Dávid
- Hangmérnök: Hollósi Péter
- Vágó: Pilipár Éva
- Gyártásvezető: Gémesi Krisztina
- Szinkronrendező: Kemendi Balázs
- Produkciós vezető: Fekete  Márk

A szinkront a Direct Dub Studios készítette.

## Epizódok
| Sor. | Év. | Cím                             | Rendező      | Író                            | Premier             |
| ---- | --- | ------------------------------- | ------------ | ------------------------------ | ------------------- |
| 1.   | 1.  | Ollie elveszett (Ollie Is Lost) | Peter Ramsey | Shannon Tindle                 | 2022. augusztus 24. |
| 2.   | 2.  | A küldetés (The Quest)          | Peter Ramsey | Joanna Calo                    | 2022. augusztus 24. |
| 3.   | 3.  | Bali Hai (Bali Hai)             | Peter Ramsey | Marc Haimes                    | 2022. augusztus 24. |
| 4.   | 4.  | Otthon (Home)                   | Peter Ramsey | Shannon Tindle és Kate Gersten | 2022. augusztus 24. |

## A sorozat készítése
2020. október 6-án a Netflix igazgatója, Teddy Biaselli elárulta, hogy a sorozatot felvette a streaming platformra, megemlítve, hogy a sorozat 2016 óta készült.

### Forgatás
A forgatása 2021. február 1-jén kezdődött.  Február 9. és 11. között a College Park általános iskolában és annak környékén Port Moodyban zajlott a forgatás. A Production Weekly szerint a forgatás 2021 márciusában fejeződött be.